# Fu (kana)
A hiragana ふ, katakana フ, Hepburn-átírással: fu, magyaros átírással: fu japán kana. A hiragana és a katakana is a 不 kandzsiból származik. A godzsúonban (a kanák sorrendje, kb. „ábécérend”) a 28. helyen áll. A ふ Unicode kódja U+3075, a フ kódja U+30D5. Mindkét írásjegy a /hu͍/ fonémát jelöli, azonban kiejtésben ez inkább /ɸɯ̹/-ra módosul.
|               | Hepburn és magyaros | Hiragana (Unicode) | Katakana    |
| ------------- | ------------------- | ------------------ | ----------- |
| Alapalak      | fu                  | ふ (U+3075)        | フ (U+30D5) |
| Dakutennel    | bu                  | ぶ (U+3076)        | ブ (U+30D6) |
| Handakutennel | pu                  | ぷ (U+3077)        | プ (U+30D7) |

## Vonássorrend
|  |  |
|  |  |